# Переволочское сельское поселение
 Переволочское сельское поселение — муниципальное образование в составе Руднянского района Смоленской области России.
Административный центр — деревня Переволочье.
Главой поселения и Главой администрации является Черняков Василий Александрович.

## Географические данные
- Расположение: северо-восточная часть Руднянского района
- Граничит:
  - на севере — с Кляриновским сельским поселением
  - на северо-востоке — с Демидовским районом
  - на востоке и юго-востоке — с Чистиковским сельским поселением
  - на юге — с Руднянским городским поселением
  - на западе — с Кругловским сельским поселением
- По территории поселения проходят автомобильные дороги А141 Орёл — Витебск, Рудня — Понизовье, Рудня — Демидов.
- Крупные реки: Малая Березина, Рутавечь. Озеро: Большое Рутавечь, Витрино.

## История
Образовано Законом от 1 декабря 2004 года.
Законом Смоленской области от 20 декабря 2018 года, к 1 января 2019 года в Переволочское сельское поселение были включены все населённые пункты упразднённого Кругловского сельского поселения.

## Население
| 2011  | 2012  | 2013  | 2014  | 2015  | 2016  | 2017  |
| ----- | ----- | ----- | ----- | ----- | ----- | ----- |
| 1456  | ↘1426 | ↘1386 | ↘1347 | ↘1317 | ↘1301 | ↘1267 |
| 2018  | 2019  | 2020  | 2021  |       |       |       |
| ↘1247 | ↘1237 | ↗2212 | ↘2139 |       |       |       |

## Населённые пункты
На территории поселения находятся 27 населённых пунктов:
| №  | Населённый пункт | Тип     | Население |
| -- | ---------------- | ------- | --------- |
| 1  | Бель             | деревня | 9         |
| 2  | Бутрово          | деревня | 86        |
| 3  | Девино           | деревня | 3         |
| 4  | Дементеево       | деревня | 27        |
| 5  | Дубровка         | деревня | 59        |
| 6  | Заборье          | деревня | 65        |
| 7  | Задняя           | деревня | 14        |
| 8  | Заозерье         | деревня | 121       |
| 9  | Затесы           | деревня | 13        |
| 10 | Карташевичи      | деревня | 222       |
| 11 | Красный Двор     | деревня | 436       |
| 12 | Кругловка        | деревня | 295       |
| 13 | Кудрицы          | деревня | 5         |
| 14 | Мервино          | деревня | 45        |
| 15 | Микулино         | деревня | 97        |
| 16 | Могильно         | деревня | 162       |
| 17 | Одрино           | деревня | 93        |
| 18 | Переволочье      | деревня | 274       |
| 19 | Пески            | деревня | 17        |
| 20 | Самсонцы         | деревня | 60        |
| 21 | Селивоненки      | деревня | 0         |
| 22 | Солонец          | деревня | 34        |
| 23 | Стаи             | деревня | 390       |
| 24 | Тимошенки        | деревня | 6         |
| 25 | Тубольцы         | деревня | 0         |
| 26 | Тур              | деревня | 42        |
| 27 | Храпаки          | деревня | 2         |